# Asbqarān
Asbqarān (persiska: اسبقران) är en ort i Iran.   Den ligger i provinsen Östazarbaijan, i den nordvästra delen av landet, 400 km nordväst om huvudstaden Teheran. Asbqarān ligger 1 811 meter över havet och antalet invånare är 269.
Terrängen runt Asbqarān är kuperad norrut, men söderut är den platt.Runt Asbqarān är det ganska tätbefolkat, med 62 invånare per kvadratkilometer. Närmaste större samhälle är Sarāb, 9,3 km söder om Asbqarān. Trakten runt Asbqarān består till största delen av jordbruksmark.